# Игор Акинфеев
Игор Акинфеев (на руски: Игорь Владимирович Акинфеев) е руски футболист, вратар и капитан на ЦСКА Москва. Смятан е за един от най-добрите вратари в Русия и света, като през 2011 г. е избран на 15-то място в класацията за вратар на десетилетието Има 111 мача за руския национален отбор, на който е и капитан в периода 2017 – 2018.

## Биография
Роден е на 8 април 1986 г. в град Видное, Московска област. Висок е 185 см, тежи 78 кг. Идолите му са Сантяго Канисарес и Станислав Черчесов. Хобитата му са билярд и риболов. Учил е в 5-то училище във Видное. Акинфеев тренира футбол от четиригодишен, а на 7 вече е в школата на ЦСКА Москва. На 16 години Игор приключва с юношеския футбол и е взет в дубъла на „Армейците“. През 2008 г. става капитан на отбора. Кавалер на ордените „Дружба“ и „Трудова слава, 3 степен“. През 2009 г. завършва Московската академия по физическа култура. Същата година издава и книгата „100 дузпи от читателите“, в която отговаря на въпроси, зададени от феновете. През 2011 г. става най-младият играч с 200 мача в РПЛ. Неведнъж се е заклевал във вярност на ЦСКА, казвайки, че никога няма да играе за друг руски клуб.
Любимата му музикална група е поп дуетът „Руки вверх“. В края на 2012 се снима в клипа към песента на Руки вверх „Открой мне дверь“. Завършва магистратура в Руския държавен университет по нефт и газ „Губкин“.
Женен е за Екатерина Герун. На 17 май 2014 г. Игор Акинфеев става баща за първи път.

## Кариера в ЦСКА Москва

### 2003 – 2004
Привлечен е в мъжкия тим на ЦСКА през лятото на 2002 г. Заминава с мъжете на лагер в Израел, като според в. „Спорт-Експрес“ той се е представил там доста по-добре от титуляря Вениамин Мадрикин. На 29 март 2003 г. в 1/8 финал за Купата на Лигата на Русия срещу Зенит влиза като резерва на мястото на Дмитрий Крамаренко, което е и първият му мач за ЦСКА. Дебютира в първенството на 31 май 2003 г. срещу Криля Советов (Самара). Акинфеев спасява дузпа, като отбива удара на звездата на самарци Андрей Каряка и спечелва титулярното мястов клуба. В края на сезона „армейците“ стават шампиони на Русия. На 30 юли 2003 г. Игор дебютира в Евротурнирите срещу Вардар Скопие, но в този мач ЦСКА губи с 1:2.
През 2004 г. печели Суперкупата на Русия, като пази в дербито със Спартак Москва (3:1). В третия кръг на Купата на Русия, в мач срещу отбора „Криля Советов“ Игор е изгонен в последните минути на мача за удар срещу Денис Ковба. Акинфеев е наказан за 5 мача. Общо през сезон 2004 записва 26 мача в шампионата и допуска 15 гола. Поставен е под номер 3 в списък „33 най-добри“ за сезона. В купата на Русия изиграва 7 мача и допуска 3 гола. В третия кръг на шампионската лига „Армейците“ побеждават Глазгоу Рейнджърс и се класират за груповата фаза на турнира. В групите Акинфеев се представя стабилно, допускайки 5 гола в 6 мача. ЦСКА завършва 3-ти в групата и продължава участието си в Купата на УЕФА през пролетния дял.

### 2005 – 2006
През сезон 2005 Игор Акинфеев окончателно измества Мадрикин от титулярното място и става неизменен първи избор на вратата на „армейците“. Сезонът е повече от успешен за ЦСКА, като тимът става първият отбор от Русия, спечелил Купата на УЕФА, след като на финала побеждава тима на Спортинг Лисабон. Отново „армейците“ са над всички и в Премиер лигата, както и турнира за Купата на Русия. Акинфеев става и най-младият футболист, получил званието „Заслужил майстор на спорта“. Печели приза „Първа петорка“ за най-добър млад футболит в шампионата на Русия с 68 гласа.
В Шампионската лига през сезон 2005/06, Игор Акинфеев има основен принос за доброто представяне на тима в груповата фаза. В мача срещу Арсенал прави едно от най-добрите си представяния в турнира, като отразява огромно количество удари от „топчиите“ и срещата завършва 0:0. Въпреки неговите усилия, ЦСКА Москва отпада от Шампионската лига и продължава участието си в Купата на УЕФА, където отпада на 1/16 финал от Макаби Хайфа.
След като Игор не допуска гол 362 минути в Шампионската лига, той започва да бъде сравняван с легендите Лев Яшин и Ринат Дасаев. Към него се появява интерес от Арсенал. Въпреки това, Игор казва, че остава в ЦСКА в следващите 4 години. През този сезон печели шампионската титла на Русия за трети път в кариерата си. Избран е за вратар на годината и за най-добър футболист на бившите страни от ОНД. Същата година Игор получава втори червен картон в кариерата си, след като играе с ръка извън наказателното поле. Това става в дербито със Спартак.

### 2007 – 2008
На 6 май 2007 година, в мача от 8 кръг на шампионата срещу ФК Ростов той получава скъсване на коленните връзки и отсъства шест месеца от терените. Негов заместник е Вениамин Мадрикин, когото Акинфеев измества от титулярното място през 2005 година. Въпреки това, интензивна терапия помага на Игор да се върне в отбора преди края на шампионата. Първият мач след травмата Игор провежда на 3 ноември 2007 година в шампионата срещу ФК Кубан Краснодар. Стражът постепенно връща формата си.
През сезон 2008 Акинфеев е избран за капитан на ЦСКА Москва. Изиграва всичките 30 мача в РФПЛ и става вратар на годината. Конкуренцията на поста на Акинфеев намалява, след като Мадрикин е даден под наем в Том Томск, а другата резерва Евгений Помазан е изиграл само няколко мача за отбора. На 3 август 2008 г. записва стотният си „сух“ мач в кариерата.
Появяват се слухове, че през зимата той ще напусне ЦСКА Москва, за да играе за Манчестър Юнайтед. Оказва се, че в тези слухове няма нищо вярно и Игор остава в настоящия си клуб. Въпреки това се появява информация, че президентът на армейците Евгений Гинер твърдо е решил да го продаде. През 2008 г. Акинфеев е избран за петия най-добър вратар в света за сезона.

### 2009 – 2010
През сезон 2009/10 Акинфеев помага на ЦСКА Москва да достигнат до 1/4 финал на Шампионската лига. Той подновява своят договор до 2014 година. На вратарския пост е привлечен Сергей Чепчугов, но Акинфеев остава твърд титуляр, а Чепчугов е изиграва само една среща с екипа на ЦСКА през първия си сезон.
В първия 1/4 финал срещу Интер, московчани губят с 0:1, но благодарение на Акинфеев запазват този резултат. В реванша той отново играе на ниво, въпреки че допуска един гол и неговият тим отпада от турнира. Вратарят продължава да е трансверна цел на Манчестър Юнайтед, а също така е искан и от Байерн Мюнхен, който търси класен вратар за новия сезон. В резултат на това обаче Байерн предпочита да привлече Мануел Нойер и Акинфеев остава в ЦСКА.
През май 2010 се появява интерес и от Ювентус. Игор продължава да играе добре и тимът му е втори в шампионата през първия полусезон. На 1 август 2010 в дербито срещу Спартак, Игор получава травма на левия крак, но остава на терена до края на срещата. Акинфеев помага на ЦСКА Москва да влезе в групите в Лига Европа. В мач срещу Локомотив (Москва), Акинфеев е най-добрият на терена въпреки че отборът му губи с 0:1. На 3 октомври 2010 г, Акинфеев пропуска мач за първи път от много време, тъй като получава почивка срещу Ростов. Според някои източници е оставен резерва поради травма от предходния мач срещу Спарта (Прага) в Лига Европа.
През 2010 г. става вицешампион на Русия с ЦСКА. През декември същата година е избран за вратар на годината, печелейки този приз за шести път.

### 2011 – 2012
През февруари 2011 г. в мач срещу ПАОК Солун в Лига Европа Игор се контузва и е принудително сменен от Чепчугов. В мача-реванш от Лига Европа срещу ФК Порто изиграва своя мач номер 300 за ЦСКА Москва във всички турнири. През май 2011 спасява дузпа срещу Криля Советов. 11 метровият удар е пропуснат от Евгений Савин.
До 23-тия кръг на „преходния“ сезон 2011/12, в който руският футбол преминава на формат „есен-пролет“ Игор има 15 допуснати гола в 22 мача. В 35 мин на дербито със Спартак Игор получава травма на коляното, след сблъсък с бразилеца Велитон, и е принудително сменен. След мача, треньорът Леонид Слуцкий казва, че Акинфеев отново има проблеми с коленните връзки, както и през 2007 г., когато получава подобна травма. Игор претърпява операция в Германия и ще отсъства над 6 месеца от терените. На 10 ноември 2011 Игор започва да тренира по индивидуална програма, докато се възстанови напълно.
На 3 февруари 2012 Акинфеев се присъединява към отбора на лагер в Испания. В средата на март за първи път след контузията попада в групата за мач на ЦСКА, пътувайки с отбора за гостуването срещу Реал Мадрид. В края на март президентът на ЦСКА Евгений Гинер казва, че Акинфеев ще се завърне в игра в някой от близките мачове.
Първият си мач след травмата Игор записва срещу Зенит на 14 април 2012 г.. До края на сезона той спасява отбора от срамни загуби, но в крайна сметка ЦСКА завършва трети. На 2 септември 2012 г. записва своят стотния си мач без допуснат гол в първенството.

### 2013 – 2014
В началото на 2013 г. интерес към Акинфеев проявяват Реал Мадрид и Барселона, но футболистът потвърждава, че иска да остане в ЦСКА. През сезон 2012/13 става шампион на страната за четвърти път в кариерата си и за първи път като капитан на „армейците“. На 1 юни 2013 г. печели купата на Русия след като ЦСКА побеждава Анжи с дузпи, а Акинфеев спасява 11 метровия удар на бившия си съотборник Юрий Жирков. След края на финала Игор е избран за вратар на годината в Русия за седми път в кариерата си, което е абсолютен рекорд. Освен това е избран за футболист на сезона в първенството и попада в „Списък 33 най-добри“. Потребителите на сайта goal.com избират Акинфеев за най-добър вратар за сезон 2012/13.
През сезон 2013/14 записва антирекорд в Шампионската лига, ставайки първият вратар, допуснал гол в 17 поредни мача. Междувременно към него интерес проявява италианският гранд Милан. На 15 май 2014 г., в мач от последния кръг на първенството, Акинфеев записва мач номер 204 без допуснат гол в кариерата си, изпреварвайки по този показател легендарния Лев Яшин. В тази среща ЦСКА побеждава с 1 – 0 и успява да дублира титлата си от миналия сезон.
В началото на сезон 2014/15, след разочароващото Световно първенство в Бразилия, Акинфеев започва да показва колеблива форма. Много критици го отписват и смятат, че Юрий Лодигин от Зенит е в пъти по-добър и трябва да измести Игор от титулярното място в националния отбор. На 13 август 2014 г. в мач срещу Терек Акинфеев става футболистът с най-много мачове за ЦСКА в шампионата на Русия, изпреварвайки Сергей Семак. Към края на годината Игор отново показва високата си класа. Особено запомнящо се остава гостуването на Манчестър Сити, в което ЦСКА побеждава с 2:1, а Акинфеев опазва голяма част от опасните моменти пред вратата на „армейците“. На 10 декември 2014 г. записва своя мач номер 427, подобрявайки редорда на Владимир Федотов за най-много мачове с фланелката на ЦСКА Москва.

### 2015 –
През 2015 г. Акинфеев удължава своя антирекорд за най-много поредни мачове в Шампионска лига до 37. Армейците отново не успяват да преминат груповата фаза на най-комерсиалния клубен турнир. Въпреки това, Игор е избран за най-добър вратар през сезона в Русия. На 31 октомври 2015 г. записва своя 232-ри мач без допуснат гол в шампионата на Русия, изравнявайки постижението на Ринат Дасаев.
На 3 декември 2016 г. Акинфеев записва рекорд за най-много сухи мачове сред руските вратари в цялата история – 253. През сезон 2017/18 успява да прекрати своя антирекорд в Шампионската лига, записвайки суха мрежа срещу тима на Бенфика (Лисабон). Освен това, е с основен принос за достигането на 1/4-финалите в Лига Европа.
На 23 ноември 2018 г. поставя рекорд по най-много изигрнаи мачове за един клуб в шампионатите на СССР и Русия, като изпреварва в класацията Олег Блохин. През сезон 2019/20 е избран за вратар на сезона в Русия, въпреки колебливите представяния на ЦСКА и значителното отдалечаване на „армейците“ от фаворитите за шампионската титла в Премиер лигата.
През ноември 2020 г. Акинфеев и Вячеслав Чанов откриват вратарска школа в Реутов. През април 2021 г. подобрява рекорда на Сергей Игнашевич по най-много изиграни минути в шампионата на Русия. На 21 ноември 2021 г. записва своя мач номер 500 с екипа на ЦСКА Москва и общо 800 в цялата кариера.
През юни 2023 г. печели Купата на Русия, като на финала с Краснодар спасява две дузпи. От сезон 2023/34 Акинфеев е титуляр в мачовете от първенството, докато в тези за Купата пази Владислав Тороп. През 2024/25 Акинфеев изиграва своя 22-ри пореден сезон, с което става рекордьор по най-много участия в Премиер лигата. Отборът прави силна кампания и завършва на трета позиция, като във всички турнири през пролетния полусезон е записана само 1 загуба. На 1 юни 2025 г. ЦСКА печели своята девета Купа на Русия с победа над ФК Ростов след изпълнение на дузпи. Това е 22-ри трофей за Акинфеев в кариерата.

## Национален отбор
Дебютира за Русия на 28 април 2004 г., на 18 години и 20 дни в контрола срещу Норвегия. Така той става най-младият играч, играл някога за тима. По-късно Акинфеев получава повиквателна в Националния отбор на Русия за Евро 2004. Той става най-младият играч на това първенство, но не записва нито един мач.
През 2006 г. Игор е във върховата си форма и става титуляр в националния тим на Русия, за сметка на Вячеслав Малафеев и Сергей Овчинников. През 2007, докато е контузен, титуляр става Владимир Габулов, но Игор успява да възвърне статута си на първи избор в „сборная“.
Участва на Евро 2008, където има статут на титуляр и има основен принос за третото място на Русия там. Става вратарят с най-много спасявания на този турнир. На 3 март 2010 г. изиграва своя мач номер 40 за Русия. Този мач е срещу Унгария. На 10 август 2011 г. изиграва своя мач номер 50 за Русия и запазва мрежата си суха. След възстановяването си от травмата през 2011 г.титулярното му място е поставено под въпрос, но той попада в състава за Евро 2012. Въпреки това първи избор под рамката е Вячеслав Малафеев. След края на европейското Игор си връща мястото в „Сборная“. На 12 октомври 2012 г. изиграва своят мач номер 400 в кариерата.
Също така той записва 708 минути без допуснат гол за националния отбор.
На световното в Бразилия през 2014 г. Акинфеев е титулярен вратар, но Русия отпада още в групите. В първия мач с Южна Корея Игор изпуска топката във вратата си и отборът достига само до равенство. Във втория мач Сборная губи от Белгия, а в третия завършва 1:1 с Алжир. Акинфеев не записва нито една суха мрежа и е избран в отбора на разочарованията на турнира.
Въпреки неубедителното представяне на Мондиала, треньорът Фабио Капело продължава да разчита на Игор Акинфеев като първи избор под рамката на вратата на „Сборная“. На 27 март 2015 г. още в началото на евроквалификацията срещу Черна гора Акинфеев е уцелен с факла от фен. Вратарят е изнесен на носилка и заменен. Акинфеев получава леки изгаряния по врата. В 67-а минута срещата е прекратена, след летящи предмети към футболистите, а Черна гора губи служебно.
Акинфеев е титуляр за Русия на Евро 2016, но „Сборная“ отпада безславно в групите. Авторитетното издание „Дейли мейл“ изибра Игор за най-добре представилият се играч на Русия на турнира.
През 2017 г. е избран за капитан на националния отбор. На Мондиал 2018 е титулярен страж на „Сборная“, а в 1/8-финалите изиграва основна роля за победата над Испания след изпълнение на дузпи, като спасява ударите на Коке и Яго Аспас. Спасяването му на последната дузпа с крак става известно като „крака на Акинфеев“. Избран е и за играч на мача.
На 1 октомври 2018 г. слага край на кариерата си в националния отбор.

## Стил на игра
Силните страни на Акинфеев са силните шутове, позиционирането и избиването с ръце. Игор притежава устойчива психика и увереност. Той умее да конторлира защитниците пред себе си. Въпреки че не е от най-високите вратари, притежава изключителна атлетичност. Също така Акинфеев умее да спасява дузпи.

## Статистика

### По сезони
| Клуб | Сезон   | Първенство | Първенство | Първенство | Купа   | Купа   | Купа | Купа на Лигата | Купа на Лигата | Купа на Лигата | Суперкупа | Суперкупа | Суперкупа | Лига Европа | Лига Европа | Лига Европа | Шампионска лига | Шампионска лига | Шампионска лига | Суперкупа на УЕФА | Суперкупа на УЕФА | Суперкупа на УЕФА | ОБЩО   | ОБЩО   | ОБЩО |  |
| Клуб | Сезон   | Мачове     | Голове     | С.М.*      | Мачове | Голове | С.М. | Мачове         | Голове         | С.М.           | Мачове    | Голове    | С.М.      | Мачове      | Голове      | С.М.        | Мачове          | Голове          | С.М.            | Мачове            | Голове            | С.М.              | Мачове | Голове | С.М. |  |
| ---- | ------- | ---------- | ---------- | ---------- | ------ | ------ | ---- | -------------- | -------------- | -------------- | --------- | --------- | --------- | ----------- | ----------- | ----------- | --------------- | --------------- | --------------- | ----------------- | ----------------- | ----------------- | ------ | ------ | ---- |  |
| ЦСКА | 2003    | 13         | -11        | 6          | 2      | -1     | 1    | 2              | -1             | 1              | 0         | 0         | 0         | 0           | 0           | 0           | 1               | -2              | 0               | 0                 | 0                 | 0                 | 18     | -15    | 8    |  |
| ЦСКА | 2004    | 26         | -15        | 14         | 1      | -1     | 0    | 0              | 0              | 0              | 1         | -1        | 0         | 0           | 0           | 0           | 10              | -7              | 4               | 0                 | 0                 | 0                 | 38     | -24    | 18   |  |
| ЦСКА | 2005    | 29         | -17        | 15         | 7      | -4     | 3    | 0              | 0              | 0              | 0         | 0         | 0         | 15          | -11         | 6           | 0               | 0               | 0               | 1                 | -3                | 0                 | 52     | -35    | 24   |  |
| ЦСКА | 2006    | 28         | -25        | 12         | 7      | -2     | 5    | 0              | 0              | 0              | 1         | -2        | 0         | 0           | 0           | 0           | 8               | -5              | 6               | 0                 | 0                 | 0                 | 44     | -34    | 23   |  |
| ЦСКА | 2007    | 10         | -6         | 5          | 2      | -1     | 1    | 0              | 0              | 0              | 1         | -2        | 0         | 2           | -1          | 1           | 3               | -8              | 0               | 0                 | 0                 | 0                 | 18     | -18    | 7    |  |
| ЦСКА | 2008    | 30         | -24        | 12         | 2      | -3     | 0    | 0              | 0              | 0              | 0         | 0         | 0         | 6           | -6          | 2           | 0               | 0               | 0               | 0                 | 0                 | 0                 | 38     | -33    | 14   |  |
| ЦСКА | 2009    | 30         | -30        | 10         | 4      | -3     | 2    | 0              | 0              | 0              | 1         | -1        | 0         | 4           | -3          | 2           | 6               | -10             | 0               | 0                 | 0                 | 0                 | 45     | -47    | 14   |  |
| ЦСКА | 2010    | 28         | -22        | 10         | 1      | 0      | 1    | 0              | 0              | 0              | 1         | -1        | 0         | 7           | -3          | 4           | 4               | -4              | 0               | 0                 | 0                 | 0                 | 41     | -30    | 15   |  |
| ЦСКА | 2011/12 | 28         | -22        | 11         | 4      | -5     | 1    | 0              | 0              | 0              | 1         | -1        | 0         | 4           | -3          | 2           | 0               | 0               | 0               | 0                 | 0                 | 0                 | 37     | -31    | 14   |  |
| ЦСКА | 2012/13 | 29         | -22        | 16         | 2      | -1     | 1    | 0              | 0              | 0              | 0         | 0         | 0         | 2           | -2          | 1           | 0               | 0               | 0               | 0                 | 0                 | 0                 | 33     | -25    | 18   |  |
| ЦСКА | 2013/14 | 29         | -24        | 13         | 3      | -1     | 2    | 0              | 0              | 0              | 1         | 0         | 1         | 0           | 0           | 0           | 6               | -17             | 0               | 0                 | 0                 | 0                 | 39     | -42    | 16   |  |
| ЦСКА | 2014/15 | 30         | -27        | 11         | 2      | -1     | 1    | 0              | 0              | 0              | 1         | -1        | 1         | 0           | 0           | 0           | 6               | -13             | 0               | 0                 | 0                 | 0                 | 39     | -42    | 12   |  |
| ЦСКА | 2015/16 | 18         | -18        | 8          | 0      | 0      | 0    | 0              | 0              | 0              | 0         | 0         | 0         | 0           | 0           | 0           | 10              | -16             | 0               | 0                 | 0                 | 0                 | 28     | -34    | 8    |  |
| ЦСКА | 2016/17 | 29         | −15        | 19         | 0      | −0     | 0    | 0              | −0             | 0              | 1         | −1        | 0         | 0           | 0           | 0           | 6               | −11             | 0               | 0                 | 0                 | 0                 | 36     | −27    | 19   |  |
| ЦСКА | 2017/18 | 28         | −20        | 15         | 0      | −0     | 0    | 0              | −0             | 0              | 0         | 0         | 0         | 6           | −9          | 2           | 10              | −10             | 5               | 0                 | 0                 | 0                 | 44     | −39    | 22   |  |
| ЦСКА | 2018/19 | 30         | −23        | 16         | 0      | −0     | 0    | 0              | −0             | 0              | 1         | 0         | 1         | 0           | −0          | 0           | 5               | −6              | 2               | 0                 | 0                 | 0                 | 36     | −29    | 19   |  |
| ЦСКА | 2019/20 | 30         | −29        | 13         | 1      | −3     | 0    | 0              | −0             | 0              | 0         | 0         | 0         | 5           | −9          | 1           | 0               | −0              | 0               | 0                 | 0                 | 0                 | 36     | −41    | 14   |  |
| ЦСКА | 2020/21 | 28         | −31        | 7          | 3      | −4     | 1    | 0              | −0             | 0              | 0         | 0         | 0         | 6           | −8          | 2           | 0               | −0              | 0               | 0                 | 0                 | 0                 | 37     | −43    | 10   |  |
| ЦСКА | 2021/22 | 29         | −28        | 13         | 2      | −2     | 0    | 0              | −0             | 0              | 0         | 0         | 0         | 0           | −0          | 0           | 0               | −0              | 0               | 0                 | 0                 | 0                 | 31     | −30    | 13   |  |
| ЦСКА | 2022/23 | 29         | -27        | 10         | 6      | -5     | 1    | 0              | 0              | 0              | 0         | 0         | 0         | 0           | 0           | 0           | 0               | 0               | 0               | 0                 | 0                 | 0                 | 35     | -32    | 11   |  |
| ЦСКА | 2023/24 | 25         | -34        | 7          | 1      | 0      | 1    | 0              | 0              | 0              | 1         | 0         | 1         | 0           | 0           | 0           | 0               | 0               | 0               | 0                 | 0                 | 0                 | 27     | -34    | 9    |  |
| ЦСКА | 2024/25 | 28         | -21        | 12         | 1      | 0      | 1    | 0              | 0              | 0              | 0         | 0         | 0         | 0           | 0           | 0           | 0               | 0               | 0               | 0                 | 0                 | 0                 | 29     | -21    | 13   |  |
| Общо | Общо    | 596        | −497       | 264        | 55     | −42    | 24   | 2              | −1             | 1              | 11        | −10       | 3         | 57          | −55         | 23          | 75              | −109            | 17              | 1                 | −3                | 0                 | 797    | −717   | 332  |  |

- С.М. – „сухи мрежи“ (мачове без допуснат гол)

## Награди

### Клубни
- Шампион на Русия – 2003, 2005, 2006, 2012/13, 2013/14, 2015/16
- Купа на Русия – 2005, 2006, 2008, 2009, 2011, 2013, 2023, 2025
- Суперкупа на Русия – 2004, 2006, 2007, 2009, 2013, 2018
- Купа на УЕФА – 2004/05

### Индивидуални
- Вратар на годината в Русия – 2004, 2005, 2006, 2008, 2009, 2010, 2012/13, 2013/14, 2016/17, 2017/18.
- Най-добър футболист на бившите страни от ОНД – 2006 г.
- Най-добър млад футболист в Русия – 2005 година
- Сребърна подкова – 2005, 2006 и 2008 година
- В списъка „33 най-добри футболисти в шампионата на Русия“ – № 1 – 2005, 2006, 2008, 2009, 2010, 2012/2013, 2013/2014, 2014/2015, 2015/2016, 2016/2017, 2017/2018, 2018/2019, 2019/2020
- Вратар на годината на Goal.com – 2012/13
- Най-добър млад вратар в Европа – 2008